# Museu Poldi Pezzoli
O Museo Poldi Pezzoli é um museu de arte em Milão, Itália, localizado perto do Teatro alla Scala, na Via Manzoni 12.
O museu derivou da coleção particular de Gian Giacomo Poldi Pezzoli (1822–1879) e de sua mãe, Rosa Trivulzio, da família do condottiero Gian Giacomo Trivulzio. O arquiteto  Simone Cantoni (1736–1818) reconstruiu o palácio, de estilo Neoclássico, com um jardim inglês interno. Pezzoli, em seu testamento, deixou a casa e todo seu conteúdo para a Brera Academy. Giuseppe Bertini, diretor da Academia, abriu o Museu em 25 de abril de 1881.
O museu é famoso pela ampla coleção de artistas Flamengos e do norte da Itália.

## Coleção: Pintores Italianos

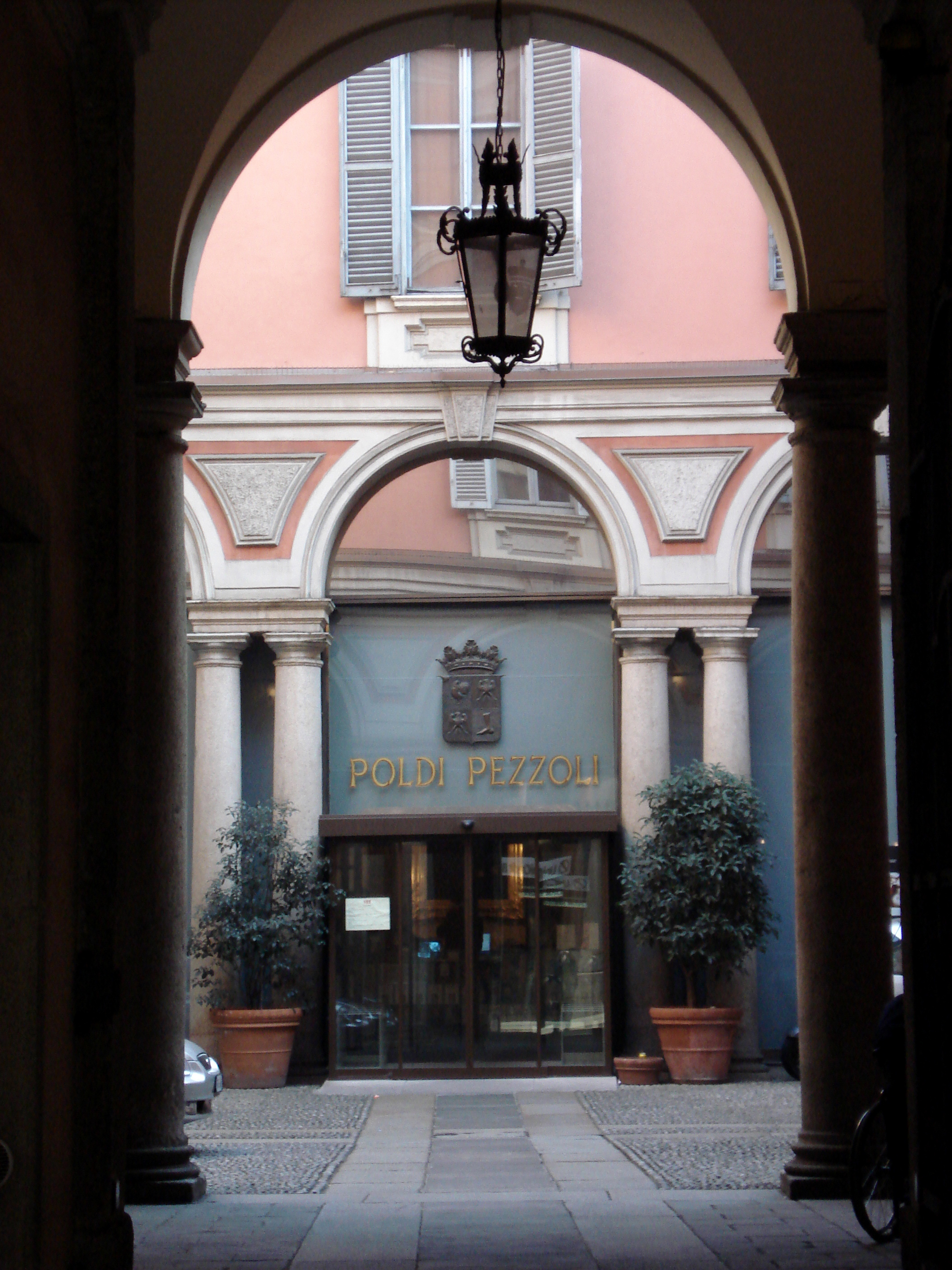

Entre os muitos artistas cujas obras estão em exposição incluem-se:
| | | |  |  |
| - Mariotto Albertinelli - Giovanni d'Alemagna, tio de Antonio Vivarini - Sofonisba Anguissola - Lorenzo Bartolini - Fra Bartolomeo - Luca Baudo - Alessandro Mazzola Bedoli - Jacopo Bellini - Giuseppe Bertini - Vitale da Bologna - Francesco Bonsignori - Paolo Borroni - Alessandro Bonvicino (il Moretto) - Botticelli - Giulio Campi - Canaletto - Francesco Capella (Dagiù) - Cristoforo Caselli - Jacopo del Casentino - Giovanni Benedetto Castiglione - Bernardo Cavallino - Luigi Cavenaghi - Cima da Conegliano - Luigi Crespi - Daddi - Gaetano Fasanotti - Gaudenzio Ferrari - Fetti - Ambrogio Bergognone | - Gaetano Gandolfi - Raffaellino del Garbo - Baciccio - Giovanni Francesco Gessi - Giordano - Francesco Guardi - Giacomo Guardi - Francesco Hayez - Pietro degli Ingannati - Filippo Lippi - Pietro Lorenzetti - Lotto - Bernardino Luini - Giovanni Francesco Maineri - Rutilio Manetti - Andrea Mantegna - Giovanni Martinelli - il Morazzone - Livio Mehus - Lippo Memmi - Michelangelo - Francesco Morone - Moroni - Carlo Francese & Giuseppe Nuvolone (filhos de (Panfilo Nuvolone) - Marco D'Oggione - Eleuterio Pagliano - Filippo Palizzi, contemporâneo de Cornelius Van Leemputten - Palma il Vecchio | - Marco Palmezzano - Perugino - Cesco Pesellino - di Pietro (Lo Spagna) - Antonio Pirri - Pollaiolo - Riccardo Pellegrini - Giulio Cesare Procaccini - Raibolini,il Francia - Ribera - Giovanni Pietro Rizzoli - il Sassoferrato - Il Salviati - Raphael - Luigi Scrosati - Fra Semplice da Verona - Cesare da Sesto - Giovanni Servi - Andrea Solario - Gherardo Starnina - Bernardo Strozzi - Zanobi Strozzi, aluno de Fra Angelico - Cesare Tamaroccio - Francesco de Tatti - Girolamo Tessari - Tiepolo - Cosmè Tura - Giovanni de' Vecchi - Bartolomeo Veneto - Antonio Vighi |  |  |

## Pintores do norte da Europa
Jan Brueghel, o Jovem; Lucas Cranach, o Velho; Goltzius; James Baker Pyne; Thomas Shotter Boys; Sutterman; David Teniers, o Jovem;  Jacob Toorenvliet; Pierre Tetar van Elven; Mathijs Van Hellemont; Jan Van der Meer II; Willem Van Mieris; Jacob Ferdinand Voet; Nicolaus Alexander Mair Von Landshut, (Mair Landshut) e Cornelis de Wael.

## Exemplos da Coleção

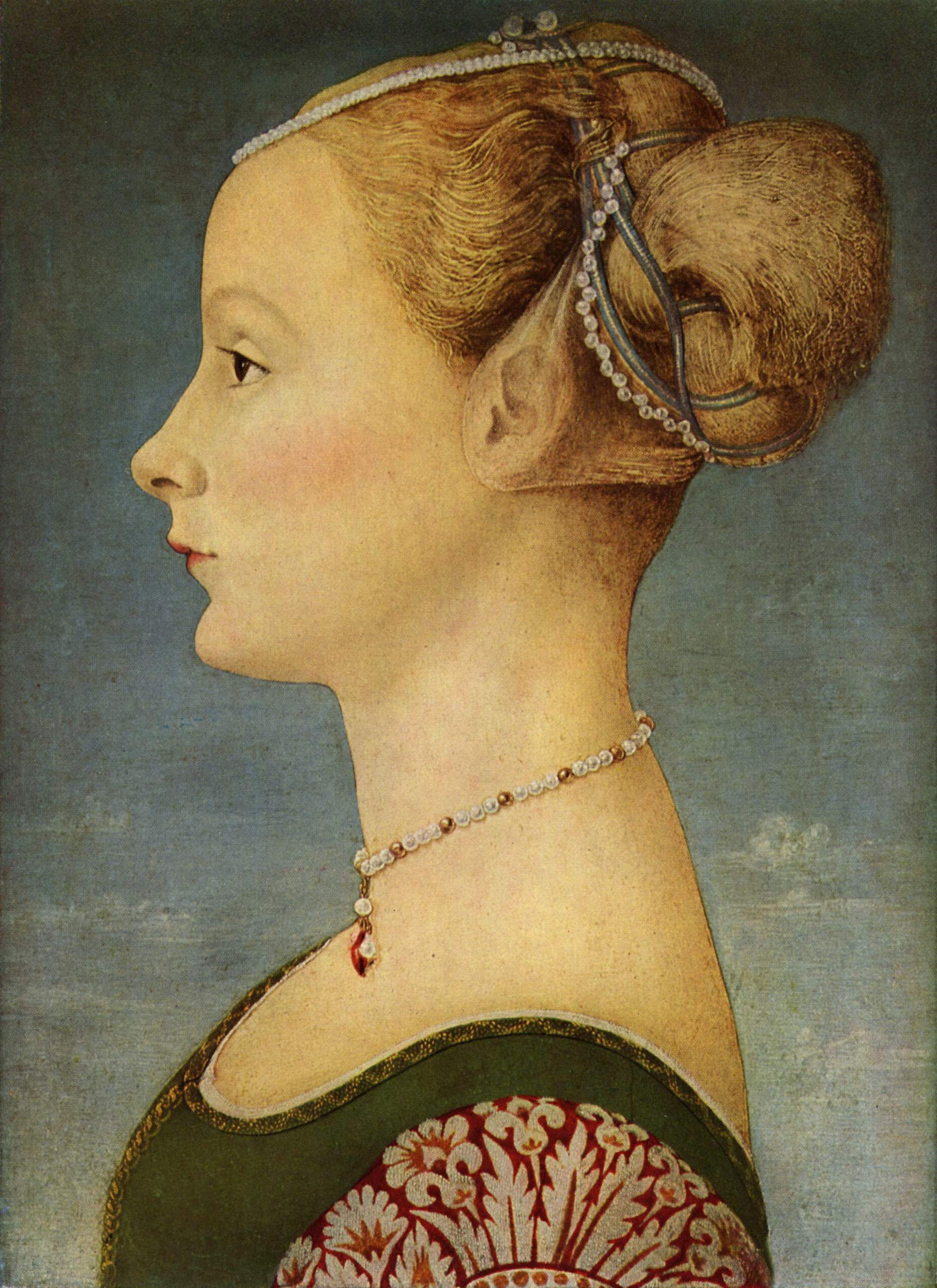
Ritratto di giovane dama por Antonio Pollaiolo
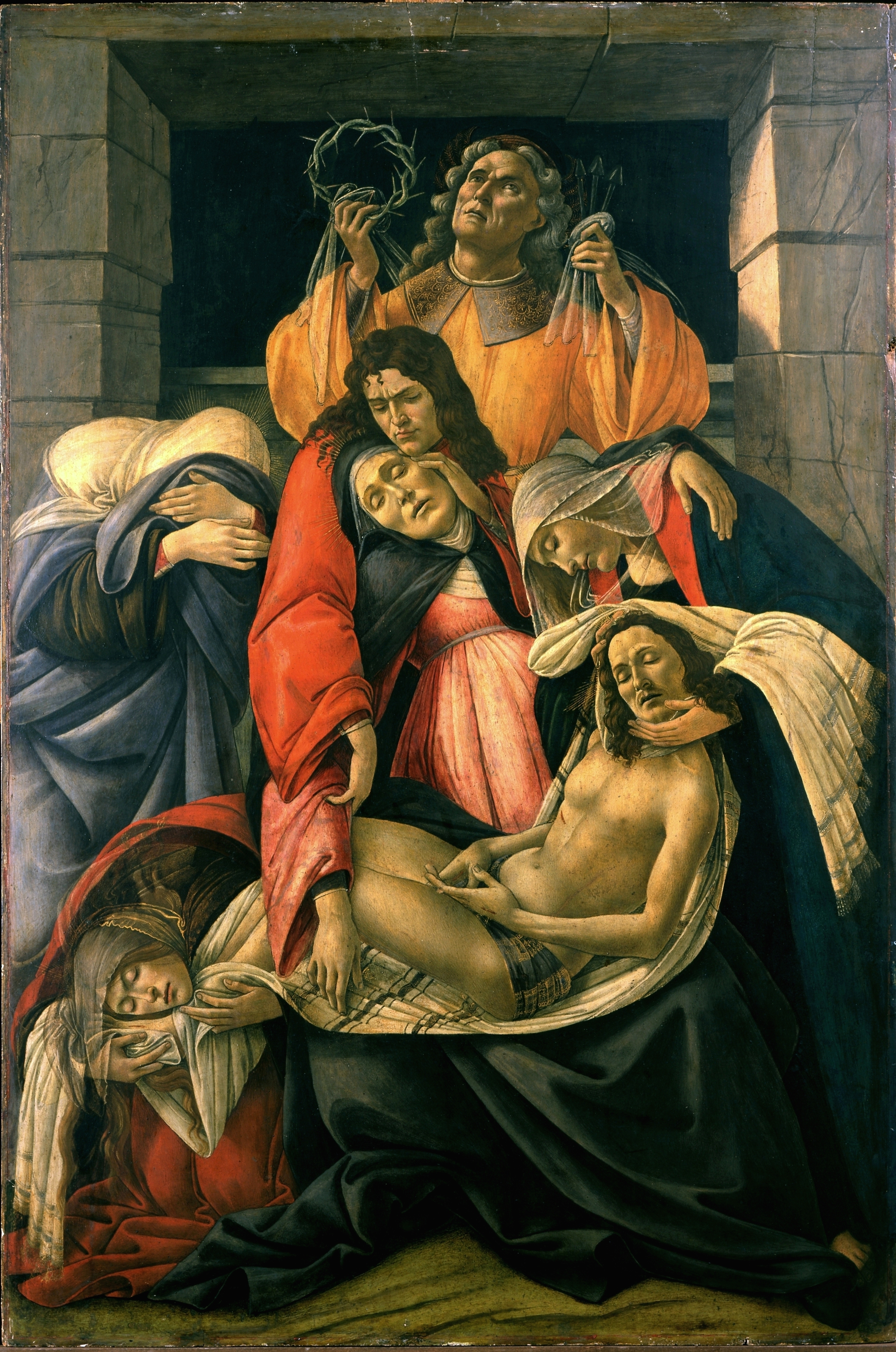
Lamentation over the Dead Christ with Saints por Botticelli.